# Tudor Caranfil
Tudor Caranfil (n. 14 septembrie 1931, Galați, România – d. 23 martie 2019, București, România) a fost un critic de film, realizator de emisiuni TV cu subiecte cinefile  și istoric de film român. A urmat Colegiul V.Alecsandri din Galați și ultimul an plus bacalaureatul la Liceul Mihai Viteazul din București. A terminat Facultatea de Filosofie în 1957, pentru ca ulterior să facă ziaristică la Informația Bucureștiului. Din anii '60 s-a dedicat criticii cinematografice. Începând cu 1962 inițiază „Seara prietenilor filmului”, prima formă a Cinematecii Române.
A fost invitat permanent al Festivalului de la Cannes, al Festivalului de la Berlin și a fost membru in juriul FIPRESCI. A participat la multe alte festivaluri cinematografice internaționale la Karlovy Vary, Los Angeles, Locarno, Cottbus, Rotterdam, San Francisco și la principalele festivaluri românești de film.
A obținut Premiul pentru critică cinematografică al Asociației Cineaștilor din România (ACIN) pe anul 1988 „pentru volumul În căutarea filmului pierdut” (ex aequo cu Olteea Vasilescu).
A fost tatăl regizorului de film Nae Caranfil.

## Volume publicate
- Din luptele studentimii democrate, București, Editura tineretului, (1956)
- 7 capodopere ale filmului mut, (1966)
- F. W. Murnau, (1968)
- Contribuții la istoria cinematografiei în România - volum sub redacția lui Ion Cantacuzino, (1971)
- Romanul unui film: "Cetățeanul Kane", (1978, 2008)
- Vîrstele peliculei, vol. 1 (De la "Stropitorul stropit" la "Crucișătorul Potiomkin"), (1982)
- Vîrstele peliculei, vol. 2 (Apogeul filmului tăcut), (1984)
- În căutarea filmului pierdut sau trei "romane" cinematografice, (1988)
- Vîrstele peliculei, vol. 3 (O artă la răscruce), (1990)
- Vârstele peliculei, vol. 4 (Cinematograful sonor își caută specificul), (1998)
- Dicționar de filme românești, (2002)
- Dicționar universal de filme, (2002, 2003, 2008).
- Pe aripile vântului, (2003)
- Istoria cinematografiei în capodopere: De la "Cântărețul de jazz" la "Luminile orașului" (1927-1931), Editura Polirom, 2010
- Dicționar subiectiv al realizatorilor filmului românesc, Editura Polirom, 2013

## Emisiuni de televiziune
- Traveling peste timp, (1971-1973)
- Vîrstele peliculei, (1973-?)
- Istoria unei capodopere
- Dicționar cinematografic, (1980-1984)
- Telefilmoteca de aur, (1984-?)
- Amfiteatrul artelor

## Legături externe
Interviuri
- Tudor Caranfil, critic de film: „Mi-e frică de stingeri“, 5 august 2011, Roxana Lupu, Adevărul
- INTERVIU Tudor Caranfil, critic de film: „Anii pe care îi trăiește azi filmul românesc sunt cei mai buni“, 19 februarie 2013, Andrei Crăciun, Adevărul
- TUDOR CARANFIL: Fara obstacole, iubirea n-ar avea nici haz, nici poveste Arhivat în 1 februarie 2014, la Wayback Machine., 22 iunie 2013, Alice Nastase Buciuta, Revista Tango